# La damnation de Faust
La damnation de Faust (titolo italiano: La dannazione di Faust) è una composizione per soli, coro e orchestra di Hector Berlioz, definita dall'autore una "légende dramatique" (leggenda drammatica) e scritta fra il 1845 eil 1846.
Il libretto fu adattato da Almire Gandonnière e Berlioz stesso a partire dalla traduzione di Gérard de Nerval della prima parte del Faust di Goethe.

## Storia delle esecuzioni
La prima esecuzione in concerto fu alla Salle Favart dell'Opéra-Comique di Parigi il 6 dicembre 1846. La dannazione di Faust è eseguita regolarmente nelle sale da concerto e talvolta viene anche rappresentata in forma di opera. Tre sezioni della composizione, la Marche Hongroise, il Ballet des sylphes, ed il Menuet des folles talvolta sono eseguiti separatamente come Tre pezzi orchestrali da La Damnation de Faust.
Ancora in concerto ebbe la prima al Malyj dramatičeskij teatr di San Pietroburgo il 15 marzo 1847 diretta dal compositore che la diresse anche a Mosca il successivo 18 aprile ed al Konzerthaus Berlin il 10 giugno. Nel Regno Unito la première in concerto fu il 7 febbraio 1848 al Theatre Royal Drury Lane di Londra diretta dal compositore. Nel 1877 fu eseguita in concerto al Théâtre de la Ville di Parigi, nel 1880 a Manchester con Jean de Reszke ed a New York diretta da Leopold Damrosch e nel 1887 al Teatro Argentina di Roma come La dannazione di Faust con Antonio Cotogni ed Antonio Sabellico nella traduzione di Ettore Gentili.
La prima esecuzione scenica è stata al Grand Théâtre de Monte Carlo il 18 febbraio 1893 con Jean de Reszke seguita al Teatro Dal Verme di Milano il successivo 21 aprile sempre con Jean de Reszke. Nel Regno Unito la première con le scene è stata nel 1894 al Royal Court Theatre di Liverpool. Al Teatro La Fenice di Venezia la prima di La dannazione di Faust è stata nel 1894 come anche al Teatro San Carlo di Napoli diretta da Rodolfo Ferrari.
Al Metropolitan Opera House di New York la première in concerto è stata nel 1896 diretta da Anton Seidl, la première statunitense con le scene nel 1906 con Geraldine Farrar. Al Palais Garnier la prima in concerto avviene nel 1897. Al Gran Teatre del Liceu di Barcellona la prima è stata nel 1903, al Teatro Costanzi di Roma nel 1905 diretta da Ferrari, nel 1906 al Teatro Regio di Torino diretta da Arturo Toscanini, al Teatro Regio di Parma, al La Monnaie/De Munt di Bruxelles con Frances Alda ed al Teatro Comunale di Bologna con De Luca. All'Opéra national de Paris la prima con le scene è stata nel 1910. Nel 1924 avviene la centesima recita al Palais Garnier di Parigi.
Nel 1940 si ebbe la duecentesima recita al Palais Garnier di Parigi. Al Teatro alla Scala di Milano tornò in scena nel 1947 diretta da Tullio Serafin, nel 1950 si ebbe la prima a Lucerna come Fausts Verdammnis diretta da Wilhelm Furtwängler con Elisabeth Schwarzkopf e nel 1953 la prima al Teatro Comunale di Firenze diretta da Vittorio Gui con Giulietta Simionato. Al Grand Théâtre di Ginevra andò in scena nel 1967 diretta da Serge Baudo.
Al Festival di Salisburgo fu eseguita in concerto nel 1979 diretta da Seiji Ozawa con la Boston Symphony Orchestra. A Düsseldorf vi fu la prima nel 1990 con Jennifer Larmore. Al San Francisco Opera andò in scena nel 2003 diretta da Donald Runnicles. All'Opera di Chicago la première è stata nel 2010 diretta da Sir Andrew Davis. 

## Organico orchestrale
Ottavino, due flauti, due oboi (2º anche corno inglese), due clarinetti, clarinetto basso, quattro fagotti, quattro corni, due trombe, due cornette, tre tromboni, tuba, timpani, grancassa, piatti, tamburo, triangolo, due arpe, archi

## Discografia parziale
- La damnation de Faust - Nicolai Gedda/Josephine Veasey/Jules Bastin/London Symphony Orchestra & Chorus/Sir Colin Davis, 1973 Philips
- La damnation de Faust - Igor Markevitch/Lamoureux, 1959 Deutsche Grammophon
- La damnation de Faust - Anne Sofie von Otter/Bryn Terfel/Victor von Halem/Chung Myung-whun/Philharmonia Orchestra, 1998 Deutsche Grammophon
- La damnation de Faust - Dame Janet Baker/Georges Prêtre/Nicolai Gedda, 1970 EMI/Warner

## DVD parziale
- La damnation de Faust - Staatskapelle Berlin/Sylvain Cambreling, Arthaus Musik/Naxos